# Песчаные короли (повесть)
«Песчаные короли» (англ. Sandkings; другие переводы названия — «Короли-пустынники», «Песочники») — фантастическая повесть американского писателя Джорджа Мартина, впервые опубликованная в 1979 году. 
Главный герой повести — богач по имени Саймон Кресс, который покупает колонию термитоподобных существ. Он убеждается в том, что у этих существ («песчаных королей») есть разум и что они поклоняются ему как богу. Кресс перестаёт их кормить, чтобы наблюдать за тем, как «песчаные короли» воюют друг с другом. Однако в какой-то момент колония выходит из-под контроля.
«Песчаные короли» были удостоены премий «Хьюго», «Небьюла» и «Локус» за 1980 год. Повесть легла в основу одноимённого телевизионного фильма, впервые показанного в 1995 году и ставшего первым эпизодом телесериала «За гранью возможного». В 2021 году стало известно, что Netflix планирует снять по её мотивам полнометражный фильм.